# Дани, Нандор
На́ндор Да́ни (венг. Dáni Nándor; 30 мая 1871, Пешт, Пешт — 30 декабря 1948, Будапешт) — венгерский легкоатлет, серебряный призёр летних Олимпийских игр 1896.
Дани участвовал только в беге на 800 метров. Сначала, 6 апреля, он соревновался в квалификации, в которой занял второе место, после этого он смог участвовать дальше. В финале, который прошёл 9 апреля, он занял второе место, пропустив вперёд только австралийца Тедди Флэка.